# Trèfle pourpre
Trifolium purpureum
Espèce
Le Trèfle pourpre (Trifolium purpureum) est une espèce de plantes annuelles de la famille des Fabacées.